# Scherpenheuvel-Zichem
Scherpenheuvel-Zichem (fr. Montaigu-Zichem) – miasto w Belgii, w Regionie Flamandzkim, w prowincji Brabancja Flamandzka, w okręgu Leuven. 1 stycznia 2024 roku liczyła 24 001 mieszkańców, a jego gęstość zaludnienia wyniosła 469 os./km².

## Podział administracyjny
W skład miasta wchodzi pięć dzielnic (deelgemeente):
- Averbode
- Messelbroek
- Scherpenheuvel (Montaigu)
- Testelt
- Zichem

## Demografia
Ludność historyczna:
| Rok     | 1995   | 2000   | 2005   | 2010   | 2015   | 2020   | 2021   | 2024   |
| ------- | ------ | ------ | ------ | ------ | ------ | ------ | ------ | ------ |
| Ludność | 21 342 | 21 720 | 21 885 | 22 553 | 22 809 | 23 078 | 23 135 | 24 001 |

Ludność według grup wiekowych:
| Wiek                                    | 0–17 lat | 18–64 lata | 65+ lat |
| --------------------------------------- | -------- | ---------- | ------- |
| Liczba osób w danej grupie wiekowej     | 3837     | 13 620     | 5678    |
| Liczba osób w danej grupie wiekowej w % | 16,6%    | 58,9%      | 24,5%   |

Struktura płci:
| Płeć                         | Mężczyźni | Kobiety |
| ---------------------------- | --------- | ------- |
| Liczba osób w danej płci     | 11 448    | 11 687  |
| Liczba osób w danej płci w % | 49,5%     | 50,5%   |

## Klimat
Klimat jest przybrzeżny. Średnia temperatura wynosi 10 °C. Najcieplejszym miesiącem jest lipiec (19 °C), a najzimniejszym miesiącem jest styczeń (0 °C).